# Neurateles leucopsis
Neurateles leucopsis là một loài tò vò trong họ Ichneumonidae.